# Indirektes Feuer

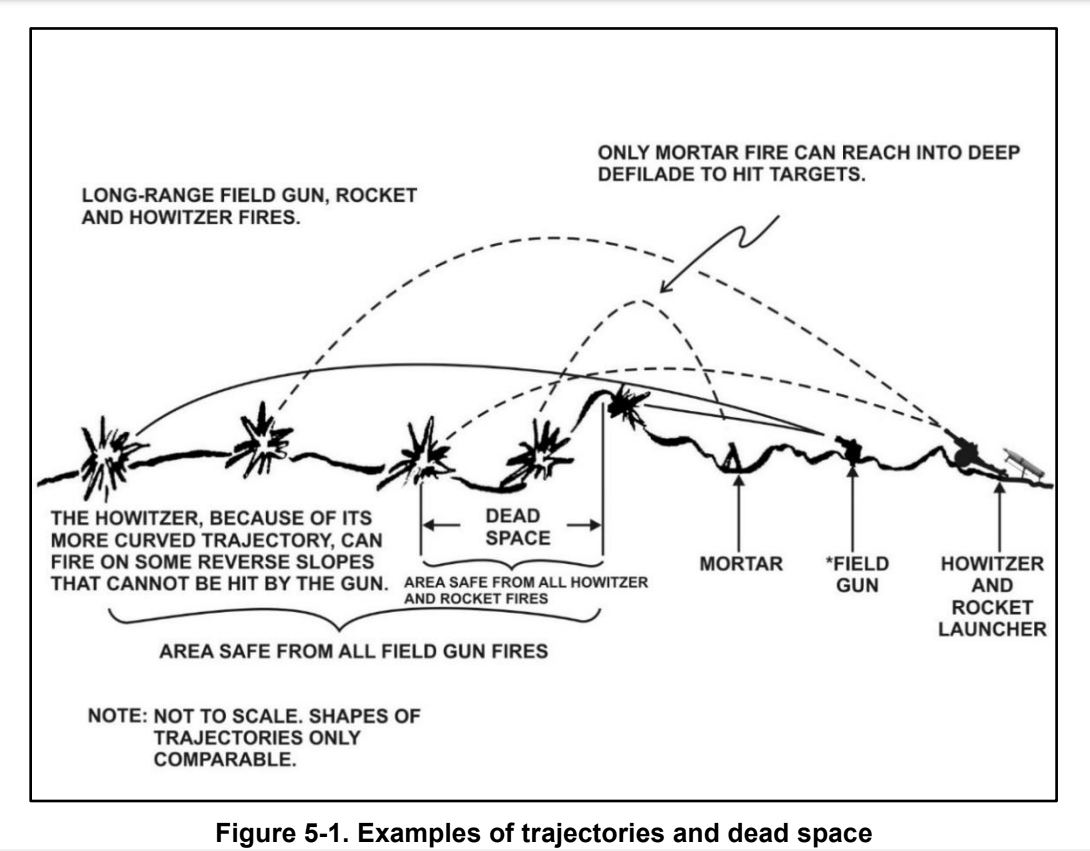
Geschoss-Flugbahnen von Mörser, Feldkanone, Haubitze und Rakete im indirekten Feuer

Indirektes Feuer ist ein militärischer Begriff. Er bezeichnet ein Richtverfahren, bei dem das Ziel von der Feuerstellung eines Waffensystems aus nicht sichtbar ist und daher über ein Hilfsziel indirekt anvisiert oder eine Schießgrundlage aus Kartendaten ermittelt werden muss. Die Zielaufklärung erfolgt von einer Beobachtungsstelle abseits der Feuerstellung. Artillerie und Mörser schießen in der Regel indirekt.

## Technik
Technische Voraussetzung für indirektes Richten ist die Möglichkeit, die Rohrerhöhung von der Waagerechten und die Abweichung zwischen Schussrichtung und Grundrichtung mittels einer unabhängigen Visierlinie festzustellen. Die ballistische Flugbahn eines Projektils wird ferner durch die Mündungsgeschwindigkeit (Größe der Treibladung, Ladungstemperatur, Rohrverschleiß), die atmosphärische Bedingungen (Wind, Luftdichte), den Höhenunterschied zwischen Geschütz und Ziel sowie die Erddrehung (Corioliseffekt) beeinflusst. Schusstafeln für indirektes Feuer geben daher in der Regel Werte für die Berichtigung einer Reihe von Einflussfaktoren an. Werden diese Faktoren nicht einberechnet, kann es besonders bei großen Schussweiten zu beträchtlichen Abweichungen zwischen Richt- und Einschlagpunkt kommen. Aus diesem Grund und wegen möglicher Ungenauigkeiten bei der Richtungs- und Entfernungsbestimmung ist gegebenenfalls ein Einschießen nötig.
Da beim indirekten Feuer das Ziel von der Feuerstellung nicht zu sehen ist, müssen Zieldaten von einer Beobachtungsstelle an die Feuerstellung weitergegeben werden. Das einfachste Verfahren setzt ein von Feuer- und Beobachtungsstelle sichtbares Hilfsziel (Bergspitze, Kirchturm o. dgl.) und eine nahe der Feuerstellung positionierte Beobachtungsstelle voraus: In diesem Fall kann das Visier auf das Hilfsziel, das die Grundrichtung angibt, ausgerichtet werden. Die Beobachtungsstelle teilt dann die seitliche Abweichung von der Grundrichtung und die Entfernung mit, aus der nach einer Schusstafel die nötige Rohrerhöhung ermittelt wird. Befindet sich die Beobachtungsstelle in größerer Entfernung, muss die Winkelabweichung zum Ziel zwischen Beobachtungs- und Feuerstellung durch zwei Richtkreise in Feuerstellung und Beobachtungsstelle ermittelt und ausgeglichen werden. Ist die Beobachtungsstelle von der Feuerstellung aus nicht zu sehen, muss deren relative Position trigonometrisch festgestellt werden. Alternativ können Feuerstellung, Beobachtungsstelle und durch letztere auch das Ziel in einem geographischen Referenzsystem (z. B. UTM-Koordinatensystem) festgelegt werden.

## Entwicklung und Taktik
Indirekte Richtverfahren ermöglichen eine günstigere Wahl der Feuerstellung und eine größere Beweglichkeit des Feuers, da eine Sichtverbindung zwischen Ziel und Feuerstellung nicht nötig ist. Das Geschütz kann sich also in einer gegen Sicht und Feuerwirkung besser geschützten Position befinden und seine Schussweite kann maximal ausgenutzt werden, sofern Beobachtungsstellen vorhanden sind. Gegen die Verwendung indirekter Richtverfahren steht der hohe Aufwand beim Berechnen der Schießgrundlagen und die Angewiesenheit auf sichere Fernmeldeverbindungen zwischen Beobachtungs- und Feuerstellung.
Bis zum Ende des 19. Jahrhunderts war das indirekte Richten auch bei der Artillerie weitgehend auf Festungsgeschütze beschränkt. Dies änderte sich mit der Einführung gezogener Rohre, rauchlosen Pulvers, von Rohrrücklaufsystemen und von Schnellfeuerverschlüssen, erstmals vereint in der französischen Canon de 75 mm modèle 1897. Durch die hohe Feuerkraft solcher Waffen war das bis dahin bevorzugte Auffahren der Artillerie in offenen Feuerstellungen gefährlich geworden. Trotzdem war das indirekte Richtverfahren noch bis zum Anfang des Ersten Weltkriegs umstritten, setzte sich dann aber endgültig durch und wurde auch beim Einsatz von schweren Maschinengewehren häufig verwendet. Noch in diesem Krieg wurde das Verfahren durch Berücksichtigung der atmosphärischen Tageseinflüsse verbessert. Durch das von Georg Bruchmüller entwickelte Verfahren war es nun möglich das Feuer auch ohne Einschießen und damit überraschend zu eröffnen.
In der Zwischenkriegszeit wurden vor allem die Fernmeldemittel der Artillerie verbessert. Zu den mit Drahtverbindungen zur Feuerstellung ausgestatteten Beobachtungsstellen und unsicheren Mitteln der Feueranforderung, wie Signalraketen, traten mit Funkgeräten ausgestattete vorgeschobene Beobachter, die in der Lage waren, der Infanterie auf dem Gefechtsfeld zu folgen. Dadurch wurde eine flexible Leitung des indirekten Feuers möglich, wo im Ersten Weltkrieg noch häufig nach einem starren Feuerplan geschossen werden musste.
Nach dem Zweiten Weltkrieg wurde durch die Einführung von Feuerleitrechnern die Feuerleitung, insbesondere die des zusammengefassten Feuers mehrerer Einheiten, beschleunigt. Mit der Einführung von Satelliten-Navigationssystemen entfiel in den letzten Jahrzehnten die Notwendigkeit, die Feuerstellungen der Artillerie manuell auszumessen. Feuerstellungen können seitdem schneller bezogen werden, was vor allem der beweglichen Kampfweise der mit Selbstfahrlafetten ausgestatteten Artillerie entgegenkommt. Nachgesteuerte Präzisionsmunition befindet sich seit den 1990er Jahren im Einsatz. Sie vermindert die Streuung und erhöht die Genauigkeit der Artillerie, wodurch sich der Munitionsaufwand und Kollateralschäden vermindern lassen. Im Falle lasergelenkter Munition erweitert sie die Aufgaben des Artilleriebeobachters um die Zielbeleuchtung.